# ويليام بينهام
ويليام بينهام (بالإنجليزية: William Blaxland Benham)‏ هو عالم حيوانات نيوزيلندي، ولد في 29 مارس 1860 في ايزلورث في المملكة المتحدة، وتوفي في 21 أغسطس 1950 في دنيدن في نيوزيلندا.